# Epidendrum vigiaense
Epidendrum vigiaense är en orkidéart som beskrevs av Irene Bock. Epidendrum vigiaense ingår i släktet Epidendrum och familjen orkidéer.
Artens utbredningsområde är Colombia. Inga underarter finns listade i Catalogue of Life.